# Йодоводень
Йо́дово́день — неорганічна сполука ряду галогеноводнів складу HI. За звичайних умов є безбарвним отруйним газом, що подразнює слизову оболонку. При розчиненні у воді утворює сильну йодидну кислоту (йодоводневу). 
Використовується в органічному та неорганічному синтезах для отримання йодидної кислоти, йодорганічних сполук, а також як відновник.

## Фізичні властивості
Йодоводень — безбарвний газ, димить на повітрі з утворенням сильної йодидної кислоти. Добре розчинний у воді (425 об'ємів газу у 1 об'ємі води)
Кислота зберігається в темних, щільно закритих посудинах оскільки вступає в реакцію з киснем.

## Йодводнева кислота
Йодводнева кислота розчин чистого HI у воді. Комерційна йодводнева кислота звичайно містить 57% HI за масою. Йодводнева кислота є однією з найсильніших кислот.
HI(г) + H2O(р) → H3O(р)+ + I–
(р) Ka ≈ 1010
Йодводнева кислота застосовується тільки в лабораторній практиці.

## Отримання
Індустрійне виробництво йодоводню відбувається каталітичною реакцією йоду та водню на платиновій губці при 500 °C:
{\displaystyle \mathrm {H_{2}+I_{2}\longrightarrow 2HI} }
Іноді як відновник застосовують гідразин або сірководень:
{\displaystyle \mathrm {N_{2}H_{4}+2I_{2}\longrightarrow 4HI+N_{2}} }
{\displaystyle \mathrm {H_{2}S+I_{2}\longrightarrow 2HI+S} }
Також йодоводень можна отримати реакцією води з трийодидом фосфору:
{\displaystyle \mathrm {PI_{3}+3\ H_{2}O\longrightarrow H_{3}PO_{3}+3\ HI} }
Однак ця реакція не підходить для добування газоподібного йодоводню.
У лабораторії використовують реакцію взаємодії йоду з декаліном:
{\displaystyle \mathrm {C_{10}H_{18}+3I_{2}\longrightarrow 6HI\uparrow +C_{10}H_{12}} }
Окрім цього йодоводень виділяють з його концентрованих розчинів шляхом їхнього осушування оксидом фосфору.

## Хімічні властивості
При нагріванні йодоводень розпадається на прості речовини:
{\displaystyle \mathrm {2HI{\xrightarrow {200^{o}C}}\ H_{2}+I_{2}} }
При стоянні на світлі водні розчини HI забарвлюються в бурий колір внаслідок поступового окиснення повітрям і виділення молекулярного йоду:
{\displaystyle \mathrm {4HI+O_{2}\longrightarrow 2I_{2}+2H_{2}O} }
Йодоводень є сильним відновником:
{\displaystyle \mathrm {2HI+NO_{2}\longrightarrow I_{2}+NO+H_{2}O} }
{\displaystyle \mathrm {2HI+S{\xrightarrow {500^{o}C}}\ I_{2}+H_{2}S} }
HI здатний відновити концентровану сульфатну кислоту до сірки або навіть до сірководню:
{\displaystyle \mathrm {6HI+H_{2}SO_{4}\longrightarrow 4I_{2}+S+4H_{2}O} }
{\displaystyle \mathrm {8HI+H_{2}SO_{4}\longrightarrow 4I_{2}+H_{2}S+4H_{2}O} }
Подібно до інших галогеноводнів, HI приєднується до кратних зв'язків (реакція електрофільного приєднання):
{\displaystyle \mathrm {HI+H_{2}C{=}CH_{2}\longrightarrow H_{3}CCH_{2}I} }